# Morgă

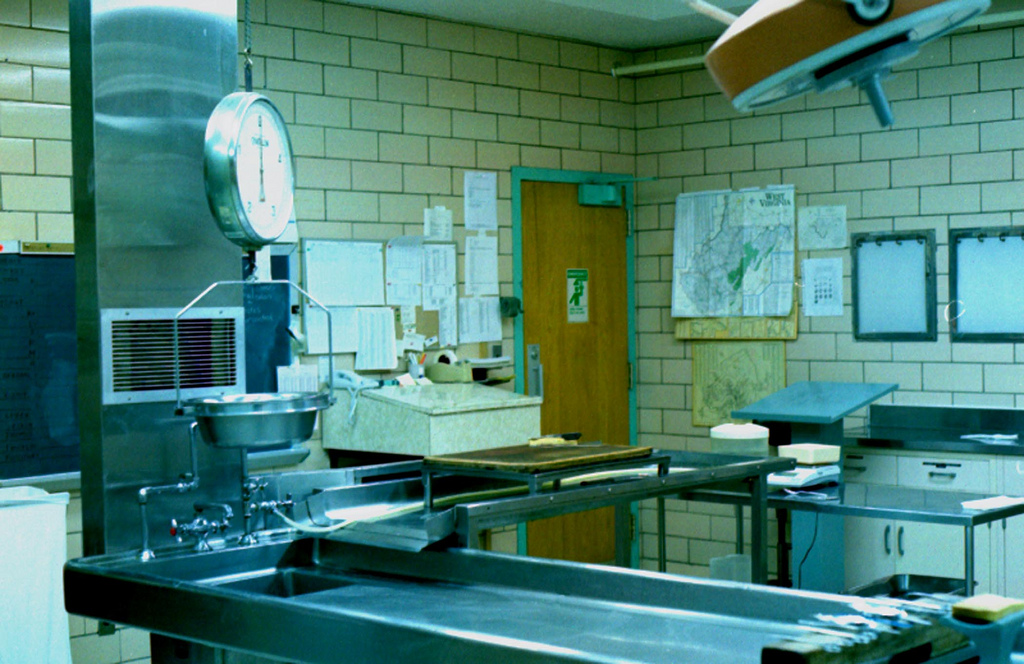
Interiorul unei morgi din SUA

Morga este o unitate de primire a cadavrelor și locul unde se fac autopsii în vederea constatării motivului morții. 
Morgile aparțin de Institutul Național de Medicină Legală sau de spitale.

## Atribuții
În morgă se efectuează servicii de autopsiere, îmbălsămare, toaletare și cosmetizare a decedaților.

## Personalul unei morgi
Într-o morgă lucrează:
- Medic legist pentru Institutele de Medicină Legală sau medic specialist în anatomie patologică și prosectură pentru spitale. Medicii asistă la efectuarea autopsiilor și sunt cei care pun diagnosticul și eliberează certificatul constatator al decesului.
- Asistenții autopsier sunt cei care se ocupă de efectuarea autopsiei, prelevarea organelor, toaletarea și cosmetizarea decedaților și eliberarea decedaților către aparținători
- Îngrijitorii sunt personalul care asigură curățenia și dezinfecția sălilor și tuturor suprafețelor din morgă.

## Dotări
Morgile sunt dotate cu
- mesele din ciment îmbrăcate în faianțe unde se efectuează autopsiile, se spală și se cosmetizează decedatul
- răcitoare (frigidere) în care este păstrat cadavrul până la încredințarea lui familiei sau aparținătorilor
- tărgi pentru transportul decedaților
- instrumentar pentru efectuarea autopsiilor și a îmbălsămărilor
- mese și dulapuri pentru păstrarea recipientelor

Instrumentarul necesar în morgi este format din:
- cuțit ascuțit pentru amputație de 220 mm
- cuțit pentru creier, model Virchow
- cuțit pentru amputație de 115mm
- bisturie chirurgicale de 3 mărimi
- pensă port-tampon dreaptă
- două pense chirurgicale de 140mm
- două pense anatomice de 140 mm
- sondă butonată de 150mm
- sondă butonată de 250mm
- daltă dreaptă 20×210mm sondă Stille
- foarfecă chirurgicală dreaptă, cu un vârf ascuțit și unul bont, de 150mm
- foarfecă chirurgicală, dreaptă, cu vârfurile ascuțite, de 115mm
- foarfecă enterotomă, 215 mm
- foarfecă chirurgicală curbă, cu un vârf ascuțit și unul bont, de 150mm
- 12 ace pentru cusut cadavre, cu ureche obișnuită, mărimea 2
- ferăstrău pentru amputație
- sondă canelată, 130 mm
- ruletă de măsurat
- pensă hemostatică curbă de 200 mm
- pânză de ferăstrău lată de15 mm
- chiuretă ascuțită cu 4 dinți modelVolkmann (2 bucăți)
- piatră de ascuțit 150×50×25 mm
- daltă pentru deschis craniul
- cupă anatomică de 100 cm³
- ciocan cu cârlig
- metru de oțel, 300 mm [1]